# Kadengan
Kadengan is een bestuurslaag in het regentschap Blora van de provincie Midden-Java, Indonesië. Kadengan telt 3506 inwoners (volkstelling 2010).